# Actaeomorpha erosa
Actaeomorpha erosa är en kräftdjursart som beskrevs av Edward John Miers 1878.
Actaeomorpha erosa ingår i släktet Actaeomorpha och familjen Leucosiidae. Inga underarter finns listade i Catalogue of Life.